# The Project Hate MCMXCIX
The Project Hate MCMXCIX (conocidos comúnmente como Project Hate) es una banda sueca de death metal, formada en 1998.

## Historia
The Project Hate MCMXCIX fue formada en 1998 por los amigos Lord K Philipson (de Leukemia, House of Usher, Lame) y Jörgen Sandström (anteriormente en Entombed y Grave y más recientemente en Vicious Art y Krux). Ellos grabaron un demo de tres canciones, producido por el famoso Dan Swanö y con Lars Göran Petrov colaborando en las voces. El demo fue mandado a cuatro disqueras y en 1999 firmaron contrato con la discográfica alemana Massacre Records.
En 1998, la banda comenzó a trabajar en el proyecto concebido por Philipson, Deadmarch: Initiation of Blasphemy, sin embargo el álbum tardó mucho tiempo en ser lanzado. Fue masterizado por Dan Swanö y lanzado a través de Vic Records el 20 de noviembre del año 2009, con una nueva portada y un nuevo booklet.[cita requerida] La primera edición se encuentra disponible en la página web oficial de la banda a partir del 2005.
A finales de 1999, The Project Hate grabó su álbum debut, Cybersonic Superchrist, el cual salió a la venta en el año 2000. Durante el proceso de grabación, la vocalista Mia Ståhl se unió a la banda. Aunque las críticas fueron positivas, el álbum no fue muy comercial debido a su escasa distribución.
El siguiente año la banda lanzó su segundo álbum, When We Are Done, Your Flesh Will Be Ours, en los estudios del líder de Nasum (Mieszko Talarczyk), Soundlab Studios. Fue lanzado en el 2001, pero al igual que su primer álbum, fue muy difícil de encontrar en tiendas.
En el 2002, Petter S. Freed de 2 Ton Predator se unió como guitarrista en vivo, pero poco después se integró como miembro permanente. Más adelante, Mia Ståhl fue despedida y en seguida fue reemplazada por Jonna Enckell. Un año después, la banda dejó Massacre Records para firmar contrato con Threeman Recordings. Poco después se lanzó un álbum en vivo en Helsinki, Finlandia, titulado Killing Hellsinki, el cual salió a la venta en abril de 2003. Después, la banda regresó a los estudios Soundlab con Mieszko Talarczyk para grabár Hate, Dominate, Congregate, Eliminate.
A principios del 2005 la banda comenzó a grabar su cuarto álbum, Armageddon March Eternal - Symphonies of Slit Wrists, con Dan Swanö. Michael Håkansson de Evergrey se unió a la banda como bajista durante la grabación y poco después como miembro permanente. Armageddon March Eternal fue lanzado por Threeman Recordings en octubre de 2005.
En el 2006, la banda volvió a cambiar de disquera, para firmar contrato esta vez con StormVox, propiedad de Peter Stormare. La banda agregó a su alineación al baterista Daniel Mojjo Moilanen (ex Lord Belial, Engel) para su siguiente material. El quinto álbum, In Hora Mortis Nostræ, salió a la venta en septiembre de 2007. Los contratos de distribución fueron ordenados a finales del 2007 para hacer el álbum más disponible y fácil de localizar.
En julio de 2009 la banda lanzó su sexto álbum, The Lustrate Process a través de Vic Records.
El 2010 trajo consigo muchos cambios dentro de la banda, ya que Jo Enckell fue reelevada de su puesto como vocalista, siendo reemplazada por Ruby Roque. El bajista Michael Håkansson anunció que ya no sería parte de la banda. Sus labores como bajista fueron tomadas por Lord K Philipson. Un tercer integrante, el baterista Thomas Ohlsson fue reemplazado por Tobias "Tobben" Gustafsson de Vomitory y Torture Division.
Además de Philipson, la banda no posee miembros fijos (solamente Jörgen Sandström ha permanecido desde el inicio), integrando solamente una gran cantidad de músicos diferentes en cada grabación para contribuir en la realización de los distintos álbumes, ampliando la visión que tiene Philipson de la banda.

## Integrantes

### Actuales
- Lord K Philipson – guitarra, teclados, bajo
- Jörgen Sandström – voz
- Elinor Asp - voz
- Dirk Verbeuren - batería
- Lasse Johansson – guitarra

### Pasados
- Ruby Roque – voz (2010–2013)
- Mia Ståhl – voz (1999–2002)
- Petter S. Freed – guitarra (2002–2008)
- Daniel "Mojjo" Moilanen – batería (2006–2007)
- Jo Enckell - voz (2002–2010)
- Thomas Ohlsson – batería (2009–2010)
- Anders Bertilsson – guitarra (2009–2011)
- Michael Håkansson – bajo (2005–2010)
- Tobben Gustafsson - drums (2010–2013)

## Discografía

### Álbumes de estudio
- Deadmarch: Initiation of Blasphemy (grabado en 1999, lanzado en el 2005 por Vic Records, masterizado por Dan Swanö)
- Cybersonic Superchrist (2000)
- When We Are Done, Your Flesh Will Be Ours (2001)
- Hate, Dominate, Congregate, Eliminate (2003)
- Armageddon March Eternal (Symphonies of Slit Wrists) (2005)
- In Hora Mortis Nostræ (2007)
- The Lustrate Process (2009)
- Bleeding The New Apocalypse (Cum Victriciis In Manibus Armis) (2011)
- The Cadaverous Retaliation Agenda (2013)
- There Is No Earth I Will Leave Unscorched (2014)
- Of Chaos And Carnal Pleasures (2017)
- Death Ritual Covenant (2018)
- Purgatory (2020)

### Álbumes en vivo
- Killing Hellsinki (Live Album, 2003)

### Lanzamientos via Internet
- The Innocence of the Three-Faced Saviour (web-single, 2007)